# Cisco Heat
Cisco Heat (яп. シスコヒート) — аркадная видеоигра в жанре уличных гонок, разработанная и выпущенная Jaleco в октябре 1990 году.

## Геймплей
Игрок берет на себя роль офицера, который должен выиграть в первом гоночном турнире, «National Championship Police Car Steeplechase», в Сан-Франциско. Геймплей похож на другие гоночные аркады 1990-х годов, где игроку нужно пройти путь за временной промежуток. Основным отличием от других аркад стали 90-градусные повороты. Игра поделена на 5 этапов. Игрок может выбрать один из двух автомобилей — Cadillac Brougham или Nissan 300ZX Z32.

## Версии
В 1991 году видеоигра была разработана ICE Software и выпущена Image Works для Amiga, Atari ST, Commodore 64, Amstrad CPC, ZX Spectrum и PC.

## Рецензии
В декабре 1990 года журнал «Sinclair User» поставил оценку видеоигре 94/100. Позже, в ноябре 191 года, журнал «Games-X» поставил версиям игры для Amiga, Atari ST и PC оценку 4/5.